# Leite fermentado

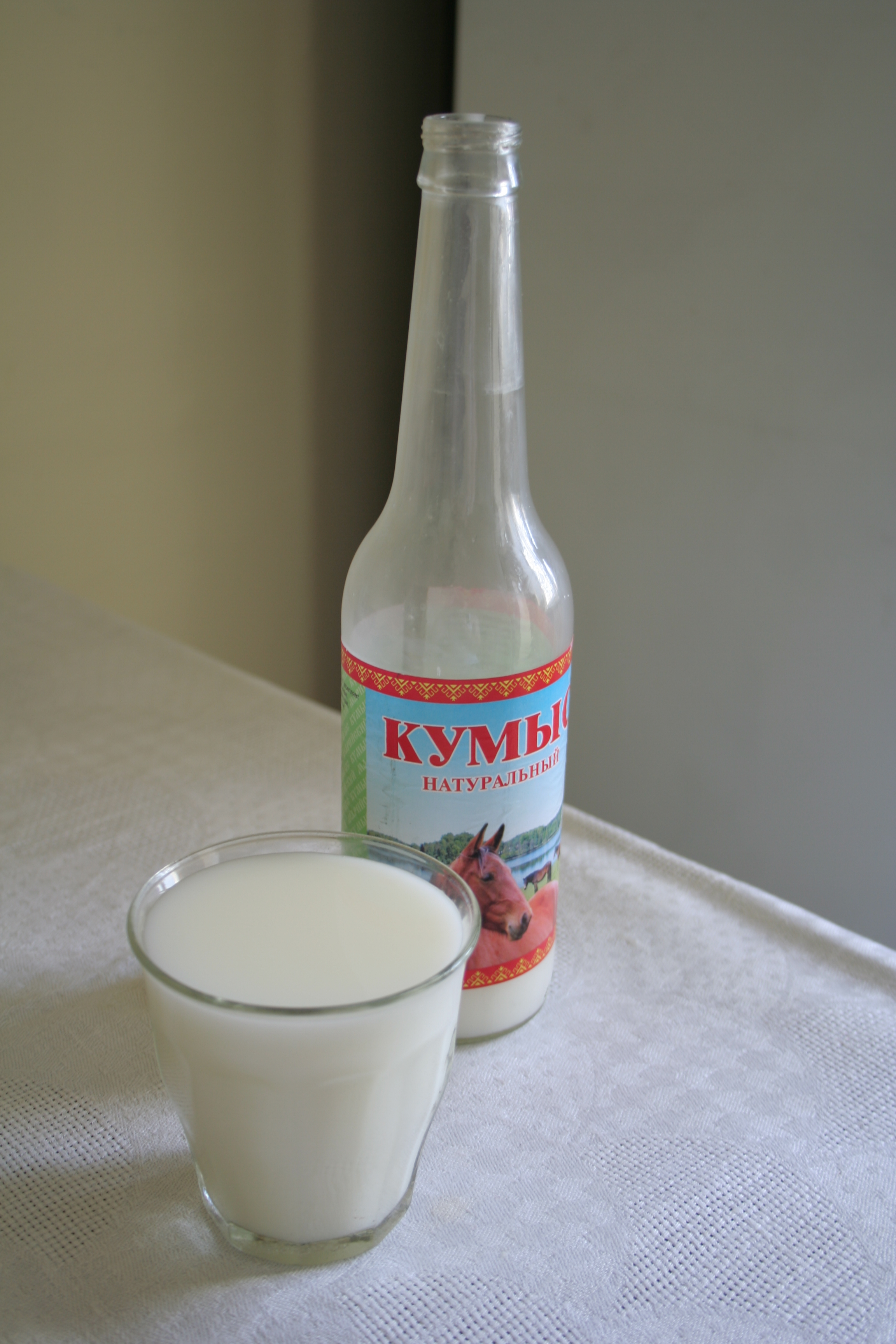
Kumis

O leite fermentado é um alimento obtido através da fermentação do leite pasteurizado ou esterilizado,  por fermentos próprios, onde o produto final deve ter a ocorrência de microrganismos viáveis, ativos e abundantes. Na sua produção, ocorre uma diminuição do pH do leite envolvido e também sua coagulação. É considerado um alimento funcional, pois contém probiótico.
Existem evidências da utilização de tais produtos por fermentação espontânea cerca de 10 000 a.C.

## Variedades
Existem muitos tipos de leites fermentados, podendo ser encontrados em diferentes culturas ao redor do mundo. Alguns deles são:
- Iogurte
- Leite fermentado
- Leite acidófilo
- Kefir
- Kumis
- Coalhada